# Rivalidad Sharápova-Henin

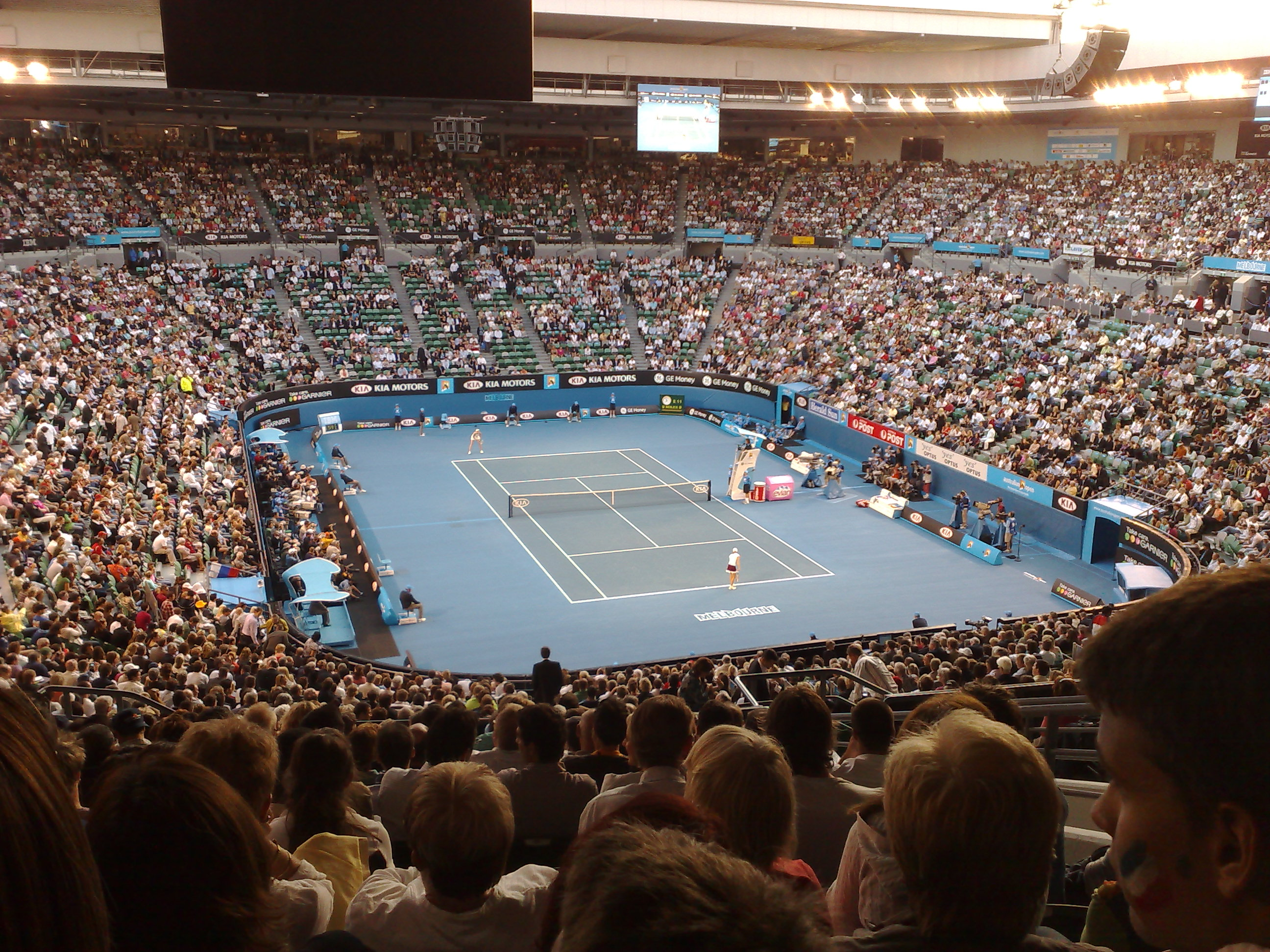
Estadio Rod Laver, pista central del Australian Open, duelo de Cuartos de Final en donde la rusa se impuso en sets seguidos, en el Australian Open 2008 en camino a su Tercer Título de Grand Slam

La rivalidad Sharápova-Henin es aquella que se dio entre dos tenistas profesionales, María Sharápova de Rusia y Justine Henin de Bélgica. Fue una de las grandes rivalidades de la década del 2000, hasta la posterior retirada definitiva de la belga en el 2011. Ambas se han enfrentado en partidos oficiales unas 10 veces, la más reciente en la Tercera ronda en Roland Garros 2010, siendo Justine Henin la que lidera el historial por 7-3.
La particularidad de esta rivalidad es que ambas son Campeonas de Grand Slam y ambas fueron N° 1 del Mundo en el Ranking de la WTA en la modalidad de Individuales, además de que ambas son campeonas del Abierto de Australia, Roland Garros y del Abierto de los Estados Unidos.
En sus enfrentamientos en canchas duras al aire libre Sharápova lidera el marcador por 3-2, Henin comanda el marcador en canchas duras bajo techo por 2-0, al igual que en canchas de tierra batida por 3-0. Un dato interesante es que nunca se enfrentaron en canchas de Césped. En los enfrentamientos en Torneos de Grand Slam Henin lidera por 3-2, resultando victoriosa en Roland Garros 2005 y 2010, además de su victoria en el Abierto de Australia 2006; mientras que Sharápova obtuvo sus triunfos en el Abierto de los Estados Unidos 2006 y en el Abierto de Australia 2008.
Un dato muy interesante era que siempre Sharápova derrotaba a Henin en un Torneo de Grand Slam ella salía campeona de dicho torneo.

## Historial

### 2005

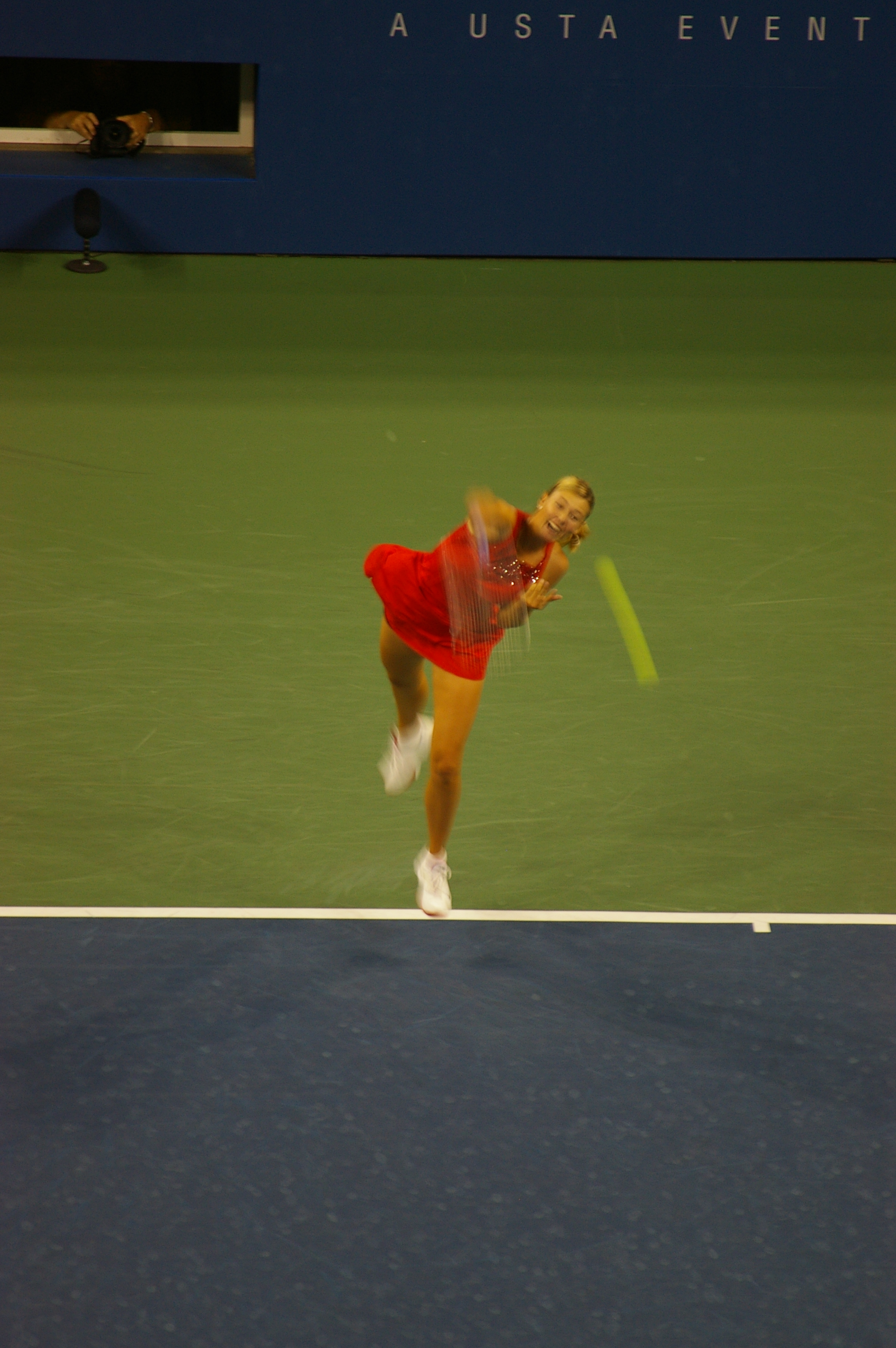
María Sharápova ganó el primer enfrentamiento ante Justine Henin en Miami en el 2005.

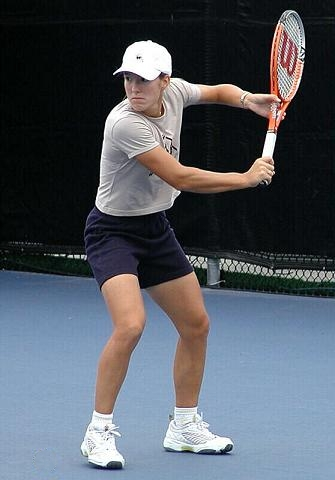
Justine Henin derrotó en sus dos enfrentamientos en polvo de ladrillo a María Sharápova sin ceder ningún set.

En la Temporada 2005 de la WTA María Sharápova y Justine Henin se enfrentaron tres veces a lo largo del año con un balance total de 2-1 a favor de la belga.
El primer enfrentamiento que tuvieron estas dos tenistas fue en el NASDAQ-100 Open en Miami, lugar en donde la joven rusa de apenas 18 años que llegaba al encuentro como la actual N° 3 del Mundo batió a la belga de Ranking de N° 40 en un partido muy igualado a tres sets por un marcador de 6-1, 6-7,(8-10) 6-2 en su encuentro de cuartos de final del evento.
El segundo enfrentamiento se dio a cabo en Berlín en el Campeonato Qatar Total German Open sobre Tierra batida, ahí Sharápova llegaba como la N° 2 del Mundo, la cual cae derrotada ante Henin que llegó al evento como la N° 15 del Mundo, en ese entonces la belga apabulló a la rusa por un contundente 6-2, 6-4.
Ya con la serie nivelada de una victoria por lado para cada una de las tenistas, hubo un último enfrentamiento en el Torneo de Roland Garros 2005, donde la belga Justine Henin se alzaría con la corona al dejar en el camino a la rusa en los cuartos de final al vencerla por 6-4 y 6-2.

### 2006

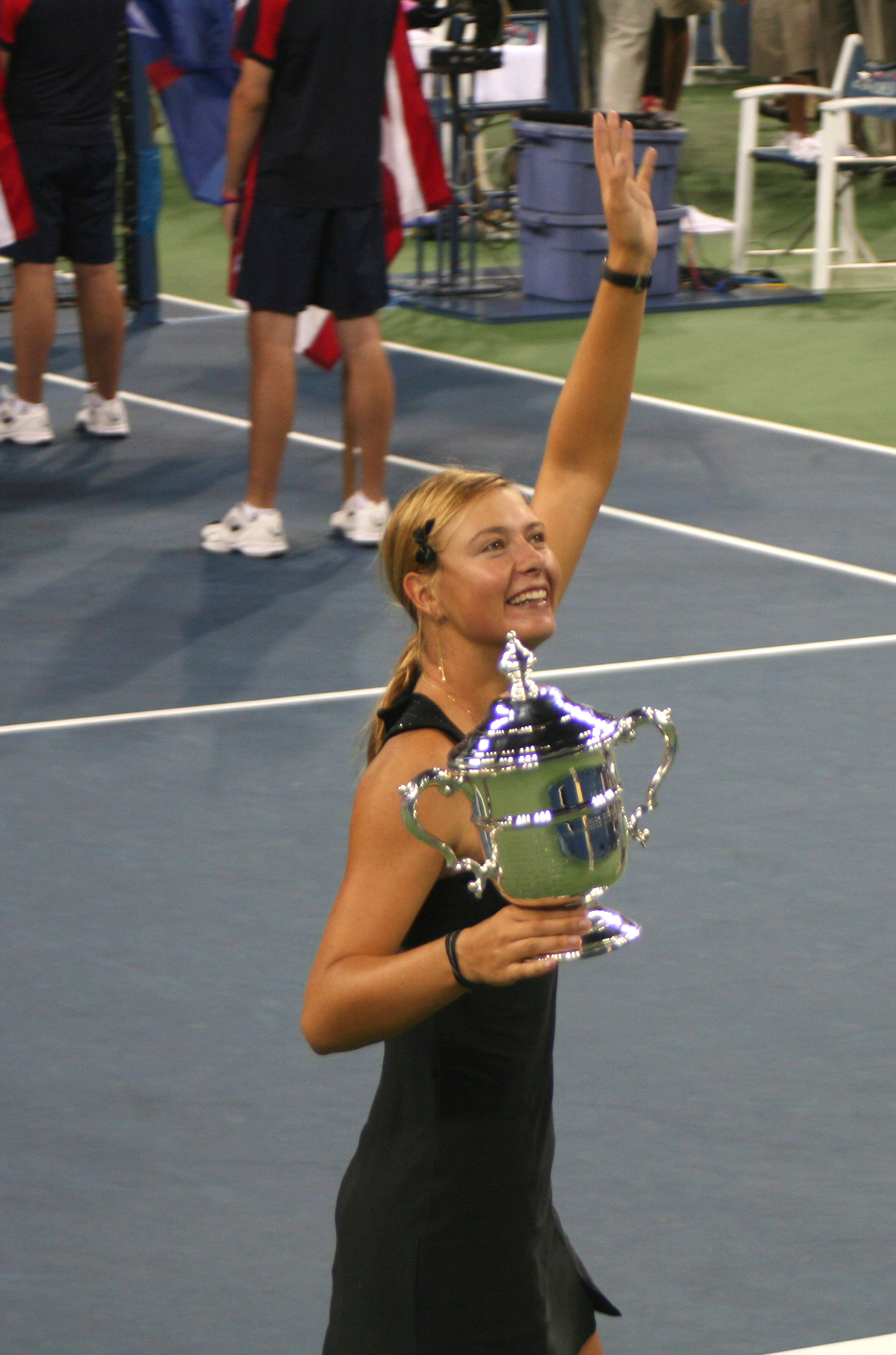
María Sharápova ganó el Título del US Open al vencer a Justine Henin en la Final.

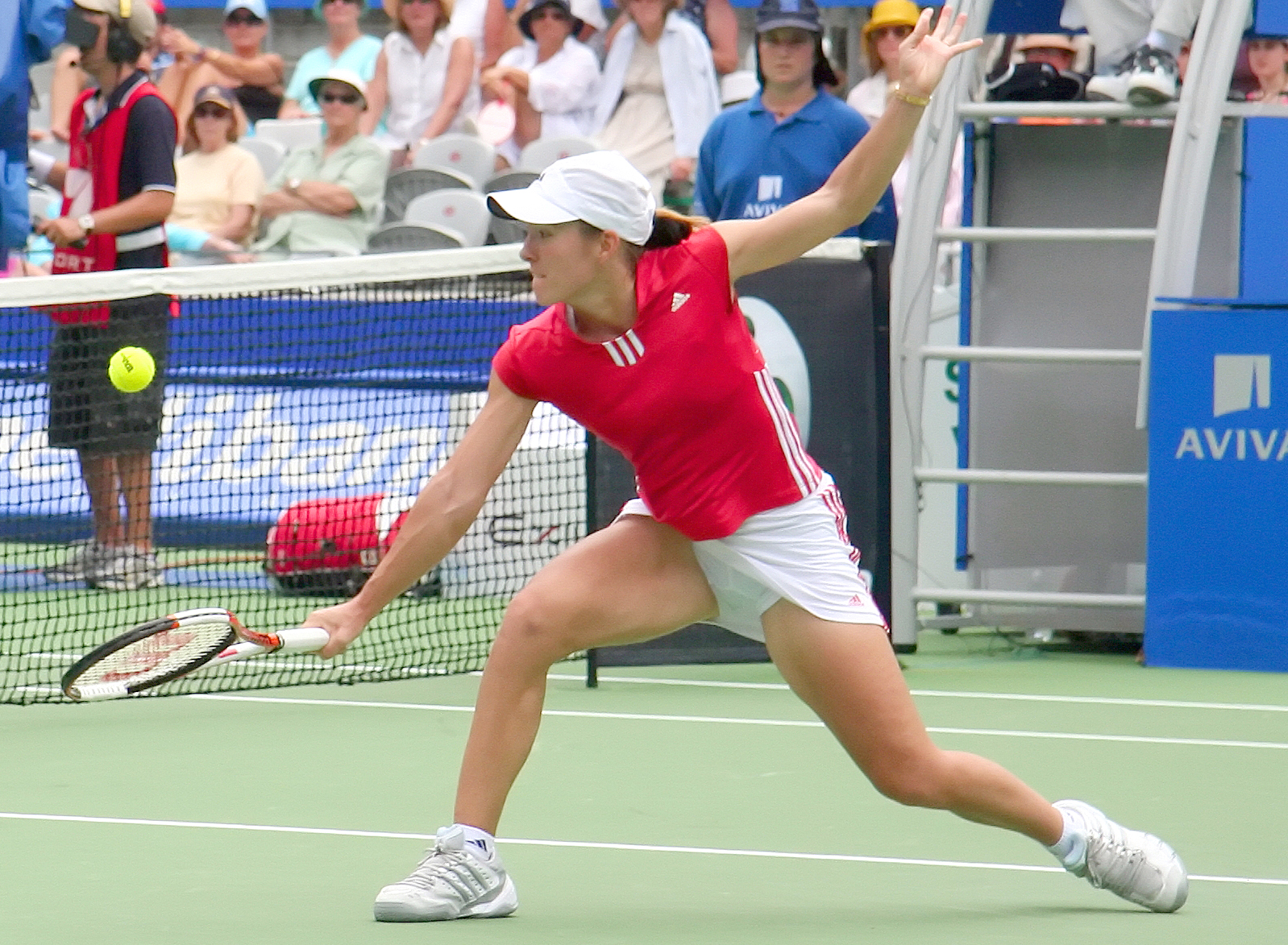
Justine Henin derrotó en los dos primeros enfrentamientos en el año a María Sharápova.

Durante la Temporada 2006 de la WTA estas dos tenistas se volvieron a enfrentar durante 3 veces alrededor de todo el año, dos veces en especial se enfrentaron en torneos de Grand Slam.
El Primer enfrentamiento de estas dos se dio a cabo en el primer Grand Slam del Año la cual se presentó en las Semifinales del Evvento, donde Sharapova llegaba como la N° 4 del Mundo, y Henin llegaba como la N° 6 del Mundo, en un gran enfrentamiento la belga derrotó a la rusa viniendo desde atrás para imponerse por 4-6, 6-1, 6-4.
El Segundo enfrentamiento entre estas dos se dio a cabo en la Final del Dubai Duty Free Tennis Championships en donde Justine Henin llegaba como la N° 5 del Mundo y la rusa ingresaba al Torneo como la N° 4 del Mundo, en ese entonces la belga volvió a imponerse pero en sets seguidos, por 7-5, 6-2.
El Tercer enfrentamiento se volvió a dar en otro Grand Slam y nuevamente en otra final; en este caso fue en la Final del Abierto de los Estados Unidos, lugar al que Sharápova llegó como la N° 4 del Mundo derrotandoa la belga y N° 2 de ese entonces por 6-4, 6-4.
El último enfrentamiento entre estas dos se dio a cabo en el WTA Tour Championships 2006 en las Semifinales, donde la belga llegaba como la N° 3 del Mundo y la rusa era la N° 2 del Mundo y cualquiera de ellas si se hacía con el título cerraba el año como la N° 1 del Mundo, en fin, la belga venció por 6-2, 7-6(7-5) para posteriormente levantar el Título y el N° 1 del Mundo.

### 2007-2010
.

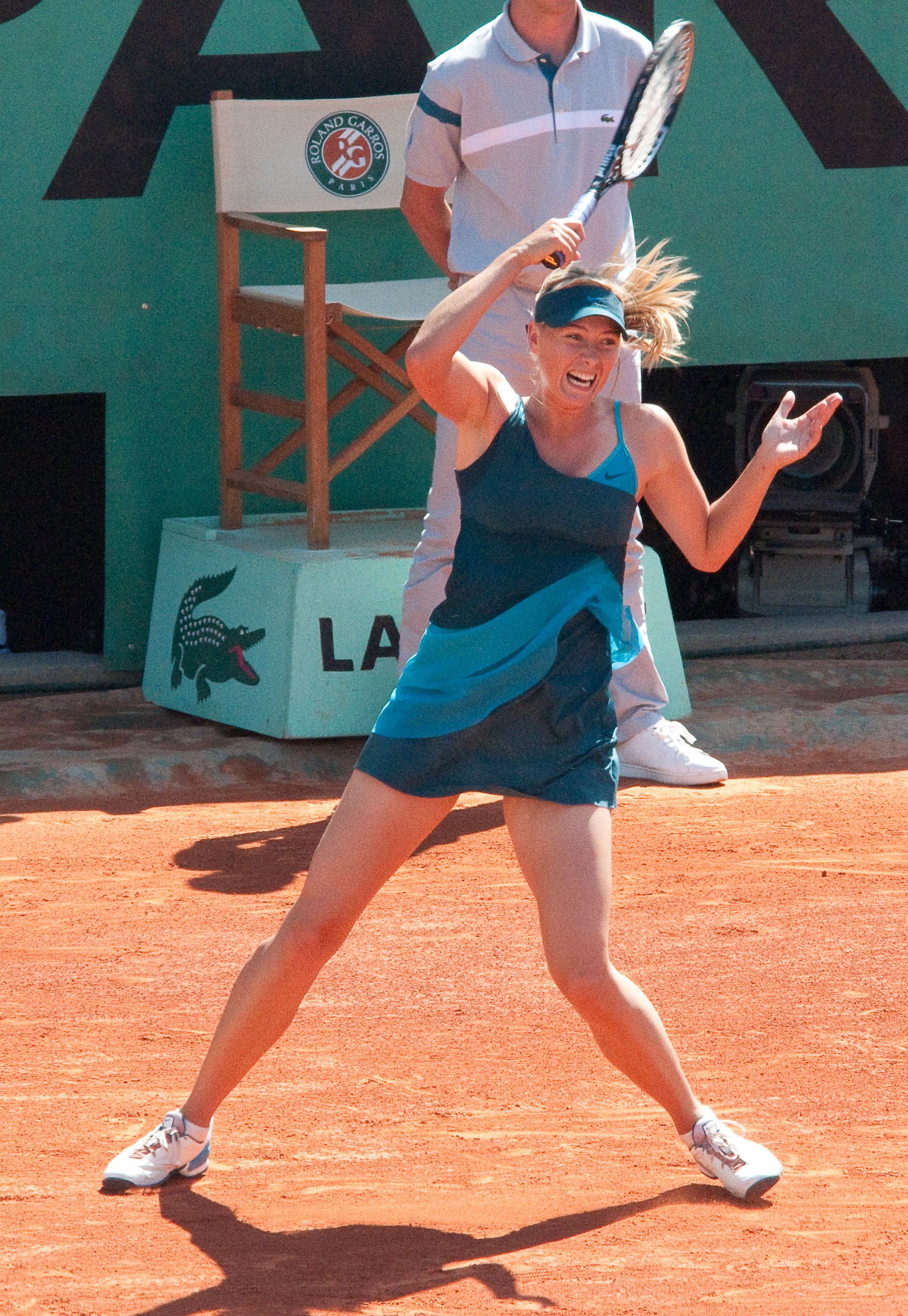
María Sharápova ganó el Título del Australian Open al vencer a Justine Henin en su camino en los cuartos de final.

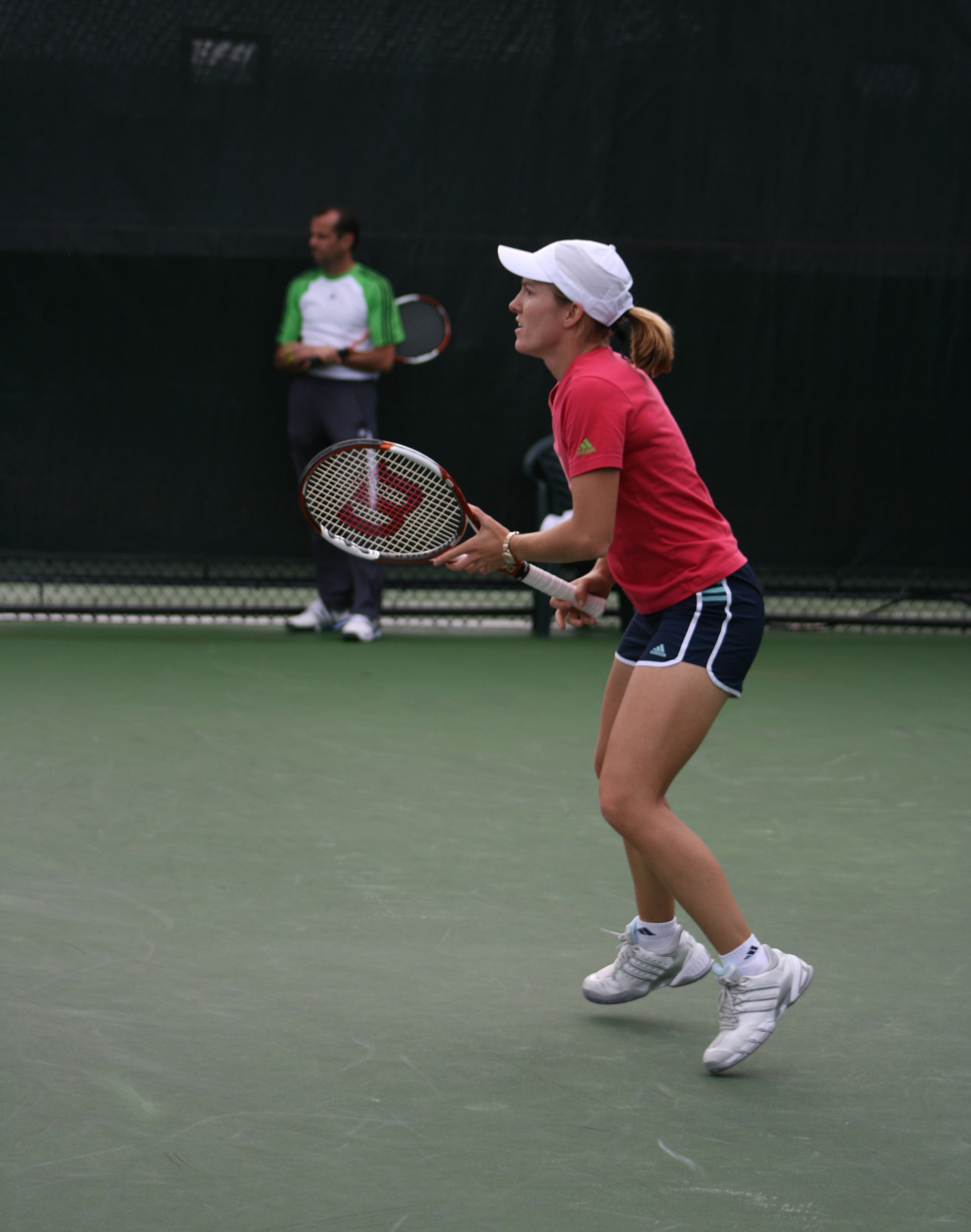
Justine Henin ganaría el último enfrentamiento ante María Sharápova en el Torneo de Roland Garros 2010

La primera batalla que tienen estas dos tenistas en este intervalo de tiempo del 2007 al 2010, se dio a cabo en el WTA Tour Championships 2007 en España, exactamente en la Final donde Justine Henin llegaba como la N° 1 del Mundo, y María Sharápova aparecía en el encuentro como la N° 6 del Mundo; se veían las caras tras la Semifinal del WTA Tour Championships 2006, en este encuentro que se decidió en tres sets, la victoria cayó del lado de la belga por 5-7, 7-5, 6-3.
La siguiente batalla entre estas dos guerreras se presentó en el Australian Open 2008, en los cuartos de final, donde la rusa llegó como la N° 5 del mundo y la belga llegó como la N° 1 del mundo; este encuentro fue una gran revancha para la rusa después de la última final del WTA Tour Championships, aquí la rusa le propinó la derrota más dura a la belga en los enfrentamientos entre ellas al vencerla por 6-4, 6-0; para posteriormente conquistar su Ter Título de Grand Slam.
El último enfrentamiento se dio a cabo en el 2010 tras la vuelta de la belga de su retiro en Roland Garros, lugar al que Sharápova llegaba como la N° 13 del Mundo y Justine lo hacía como la N° 22, se enfrentaron en la Tercera ronda del Torneo, ahí la belga se impuso por 6-2, 3-6, 6-3; tras ese set ganado por la rusa, le cortó una racha de 40 sets ganados seguidos´en el Torneo, así la serie concluyó 7-3 en favor de Justine Henin.

## Análisis

### Detalles del Frente a Frente
La siguiente lista es un resumen del historial entre ambas jugadoras:
- Historial: Henin, 7-3
- Finales: Henin, 2-1

- Partidos en Grand Slam: Henin, 3-2
  - Australian Open: Igualadas, 1–1
  - Roland Garros: Henin , 2-0
  - Wimbledon: No se enfrentaron.
  - US Open: Sharápova, 1-0.
- Finales de Grand Slam: No se han Enfrentado.

- Partidos en el WTA Tour Championships: Henin, 1–0
- Finales en el WTA Tour Championships: Henin, 1–0

- Partidos en torneos WTA Premier Mandatory y/o WTA Tier I: Igualadas, 1-1
- Finales en torneos WTA Premier Mandatory y/o WTA Tier I: Ninguna, 0–0

- Partidos en torneos WTA Premier 5 y/o WTA Tier II: Henin, 1–0
- Finales en torneos WTA Premier 5 y/o WTA Tier II: Henin, 1–0

- Partidos en torneos WTA Premier y/o WTA Tier III: Ninguna, 0–0
- Finales en torneos WTA Premier y/o WTA Tier III: Ninguna, 0–0

- Partidos en torneos WTA International y/o WTA Tier IV y V: Ninguna, 0–0
- Finales en torneos WTA International y/o WTA Tier IV y V: Ninguna, 0–0

- Partidos al mejor de tres sets: Henin, 7-3
- Outdoor: Henin, 5-3
- Indoor: Henin, 2-0

### Resultados en cada Superficie
- Tierra batida: Henin, 3–0
- Dura: Henin, 4–3
  - Outdoor: Sharápova, 3–2
  - Indoor: Henin, 2–0
- Césped: Ninguna, 0–0

| rowspan=2 style=width:160px | Dura (o) | Dura (o)  | Tierra batida | Tierra batida | Césped | Césped    | Dura (i) | Dura (i)  | Total | Total |
| Sharápova                   | Henin    | Sharápova | Henin         | Sharápova     | Henin  | Sharápova | Henin    | Sharápova | Henin |       |
| --------------------------- | -------- | --------- | ------------- | ------------- | ------ | --------- | -------- | --------- | ----- | ----- |
| Australian Open             | 1        | 1         |               |               |        |           |          |           | 1     | 1     |
| Roland Garros               |          |           | 0             | 2             |        |           |          |           | 0     | 2     |
| US Open                     | 1        | 0         |               |               |        |           |          |           | 1     | 0     |
| Tour Championships          |          |           |               |               |        |           | 0        | 2         | 0     | 2     |
| Miami                       | 1        | 0         |               |               |        |           |          |           | 1     | 0     |
| Berlín                      |          |           | 0             | 1             |        |           |          |           | 0     | 1     |
| Dubái                       | 0        | 1         |               |               |        |           |          |           | 0     | 1     |
| Total                       | 3        | 2         | 0             | 3             | 0      | 0         | 0        | 2         | 3     | 7     |

## Lista de Partidos
| Leyenda (2004–2008)    | Leyenda (2009–presente) | Henin | Sharápova |
| ---------------------- | ----------------------- | ----- | --------- |
| Grand Slam             | Grand Slam              | 3     | 2         |
| WTA Tour Championships | WTA Tour Championships  | 2     | 0         |
| WTA Tier I             | WTA Premier Mandatory   | 1     | 1         |
| WTA Tier II            | WTA Premier 5           | 1     | 0         |
| WTA Tier III           | WTA Premier             | 0     | 0         |
| WTA Tier IV y V        | WTA International       | 0     | 0         |
| Fed Cup                | Fed Cup                 | 0     | 0         |
| Juegos Olímpicos       | Juegos Olímpicos        | 0     | 0         |
| Total                  | Total                   | 7     | 3         |

### Individuales
Henin–Sharápova (7-3)
| N.º | Año  | Torneo                 | Superficie    | Ronda | Ganadora  | Resultado           | Sets | Henin | Sharápova |
| --- | ---- | ---------------------- | ------------- | ----- | --------- | ------------------- | ---- | ----- | --------- |
| 1.  | 2005 | Miami                  | Dura          | CF    | Sharápova | 6–1, 6–7(10-8), 6-2 | 3/3  | 0     | 1         |
| 2.  | 2005 | Berlín                 | Tierra batida | CF    | Henin     | 6-2, 6-4            | 2/3  | 1     | 1         |
| 3.  | 2005 | Roland Garros          | Tierra batida | CF    | Henin     | 6-4, 6-2            | 2/3  | 2     | 1         |
| 4.  | 2006 | Australian Open        | Dura          | SF    | Henin     | 4-6, 6-1, 6-4       | 3/3  | 3     | 1         |
| 5.  | 2006 | Dubái                  | Dura          | F     | Henin     | 7-5, 6-2            | 2/3  | 4     | 1         |
| 6.  | 2006 | US Open                | Dura          | F     | Sharápova | 6-4, 6-4            | 2/3  | 4     | 2         |
| 7.  | 2006 | WTA Tour Championships | Dura (i)      | SF    | Henin     | 6-2, 7-6(7-5)       | 2/3  | 5     | 2         |
| 8.  | 2007 | WTA Tour Championships | Dura (i)      | F     | Henin     | 5-7, 7-5, 6-3       | 3/3  | 6     | 2         |
| 9.  | 2008 | Australian Open        | Dura          | CF    | Sharápova | 6-4, 6-0            | 2/3  | 6     | 3         |
| 10. | 2010 | Roland Garros          | Tierra batida | 3R    | Henin     | 6-2, 3-6, 6-3       | 3/3  | 7     | 3         |

## Comparación de Actuaciones en Grand Slam
| G | F | SF | CF | #R | RR | C# | A | G | F-S | SF-B | NC |

- Negrita = Las jugadoras se enfrentaron durante este Torneo

### Por Año

#### 1999-2004
| Jugadora        | 1999 | 1999 | 1999 | 1999 | 2000 | 2000 | 2000 | 2000 | 2000 | 2001 | 2001 | 2001 | 2001 | 2002 | 2002 | 2002 | 2002 | 2003 | 2003 | 2003 | 2003 | 2004 | 2004 | 2004 | 2004 | 2004 |
| --------------- | ---- | ---- | ---- | ---- | ---- | ---- | ---- | ---- | ---- | ---- | ---- | ---- | ---- | ---- | ---- | ---- | ---- | ---- | ---- | ---- | ---- | ---- | ---- | ---- | ---- | ---- |
| Jugadora        | AUS  | RG   | WIM  | USO  | AUS  | RG   | WIM  | JO   | USO  | AUS  | RG   | WIM  | USO  | AUS  | RG   | WIM  | USO  | AUS  | RG   | WIM  | USO  | AUS  | RG   | WIM  | JO   | USO  |
| Justine Henin   | A    | 2R   | A    | 1R   | 2R   | A    | 1R   | A    | 4R   | 4R   | SF   | F    | 4R   | QF   | 1R   | SF   | 4R   | SF   | G    | SF   | G    | G    | 2R   | A    | G    | 4R   |
| María Sharápova |      |      |      |      |      |      |      |      |      |      |      |      |      |      |      |      |      | 1R   | 1R   | 4R   | 2R   | 3R   | CF   | G    | A    | 3R   |

#### 2005-2010
| Jugadora        | 2005 | 2005 | 2005 | 2005 | 2006 | 2006 | 2006 | 2006 | 2007 | 2007 | 2007 | 2007 | 2008 | 2008                    | 2008                    | 2008                    | 2008                    | 2009                    | 2009                    | 2009                    | 2009                    | 2010 | 2010 | 2010 | 2010 |
| --------------- | ---- | ---- | ---- | ---- | ---- | ---- | ---- | ---- | ---- | ---- | ---- | ---- | ---- | ----------------------- | ----------------------- | ----------------------- | ----------------------- | ----------------------- | ----------------------- | ----------------------- | ----------------------- | ---- | ---- | ---- | ---- |
| Jugadora        | AUS  | RG   | WIM  | USO  | AUS  | RG   | WIM  | USO  | AUS  | RG   | WIM  | USO  | AUS  | RG                      | WIM                     | JO                      | USO                     | AUS                     | RG                      | WIM                     | USO                     | AUS  | RG   | WIM  | USO  |
| Justine Henin   | A    | G    | 1R   | 4R   | F    | G    | F    | F    | A    | G    | SF   | G    | CF   | Primer Retiro del Tenis | Primer Retiro del Tenis | Primer Retiro del Tenis | Primer Retiro del Tenis | Primer Retiro del Tenis | Primer Retiro del Tenis | Primer Retiro del Tenis | Primer Retiro del Tenis | F    | 4R   | 4R   | A    |
| María Sharápova | SF   | CF   | SF   | SF   | SF   | 4R   | SF   | G    | F    | SF   | 4R   | 3R   | G    | 4R                      | 2R                      | Ausente                 | Ausente                 | Ausente                 | CF                      | 2R                      | 3R                      | 1R   | 3R   | 4R   | 4R   |

#### 2011-2014
| Jugadora        | 2011 | 2011                        | 2011                        | 2011                        | 2012                        | 2012                        | 2012                        | 2012                        | 2012                        | 2013                        | 2013                        | 2013                        | 2013                        | 2014                        | 2014                        | 2014                        | 2014                        | 2015                        | 2015                        | 2015                        | 2015                        |
| --------------- | ---- | --------------------------- | --------------------------- | --------------------------- | --------------------------- | --------------------------- | --------------------------- | --------------------------- | --------------------------- | --------------------------- | --------------------------- | --------------------------- | --------------------------- | --------------------------- | --------------------------- | --------------------------- | --------------------------- | --------------------------- | --------------------------- | --------------------------- | --------------------------- |
| Jugadora        | AUS  | RG                          | WIM                         | USO                         | AUS                         | RG                          | WIM                         | JO                          | USO                         | AUS                         | RG                          | WIM                         | USO                         | AUS                         | RG                          | WIM                         | USO                         | AUS                         | RG                          | WIM                         | USO                         |
| Justine Henin   | 3R   | Retiro Definitivo del Tenis | Retiro Definitivo del Tenis | Retiro Definitivo del Tenis | Retiro Definitivo del Tenis | Retiro Definitivo del Tenis | Retiro Definitivo del Tenis | Retiro Definitivo del Tenis | Retiro Definitivo del Tenis | Retiro Definitivo del Tenis | Retiro Definitivo del Tenis | Retiro Definitivo del Tenis | Retiro Definitivo del Tenis | Retiro Definitivo del Tenis | Retiro Definitivo del Tenis | Retiro Definitivo del Tenis | Retiro Definitivo del Tenis | Retiro Definitivo del Tenis | Retiro Definitivo del Tenis | Retiro Definitivo del Tenis | Retiro Definitivo del Tenis |
| María Sharápova | 4R   | SF                          | F                           | 3R                          | F                           | G                           | 4R                          | F                           | SF                          | SF                          | F                           | 2R                          | A                           | 4R                          | G                           | 4R                          | 4R                          |                             |                             |                             |                             |

### Por Edad (Al final de la temporada)

#### 16–20
| Jugadora        | 16      | 16      | 16      | 16      | 17      | 17 | 17  | 17  | 18  | 18 | 18  | 18  | 19  | 19 | 19  | 19  | 20  | 20 | 20  | 20  |
| --------------- | ------- | ------- | ------- | ------- | ------- | -- | --- | --- | --- | -- | --- | --- | --- | -- | --- | --- | --- | -- | --- | --- |
| Jugadora        | AUS     | RG      | WIM     | USO     | AUS     | RG | WIM | USO | AUS | RG | WIM | USO | AUS | RG | WIM | USO | AUS | RG | WIM | USO |
| Justine Henin   | Ausente | Ausente | Ausente | Ausente | Ausente | 2R | A   | 1R  | 2R  | A  | 1R  | 4R  | 4R  | SF | F   | 4R  | CF  | 1R | SF  | 4R  |
| María Sharápova | 1R      | 1R      | 4R      | 2R      | 3R      | CF | G   | 3R  | SF  | CF | SF  | SF  | SF  | 4R | SF  | G   | F   | SF | 4R  | 3R  |

#### 21–25
| Jugadora        | 21  | 21 | 21  | 21      | 22      | 22 | 22  | 22  | 23  | 23 | 23  | 23  | 24  | 24 | 24  | 24  | 25  | 25 | 25  | 25  |
| --------------- | --- | -- | --- | ------- | ------- | -- | --- | --- | --- | -- | --- | --- | --- | -- | --- | --- | --- | -- | --- | --- |
| Jugadora        | AUS | RG | WIM | USO     | AUS     | RG | WIM | USO | AUS | RG | WIM | USO | AUS | RG | WIM | USO | AUS | RG | WIM | USO |
| Justine Henin   | SF  | G  | SF  | G       | G       | 2R | A   | 4R  | A   | G  | 1R  | 4R  | F   | G  | F   | F   | A   | G  | SF  | G   |
| María Sharápova | G   | 4R | 2R  | Ausente | Ausente | CF | 2R  | 3R  | 1R  | 3R | 4R  | 4R  | 4R  | SF | F   | 3R  | F   | G  | 4R  | SF  |

#### 26–30
| Jugadora        | 26  | 26                      | 26                      | 26                      | 27                      | 27                      | 27                      | 27                      | 28  | 28 | 28  | 28  | 29  | 29                          | 29                          | 29                          | 30                          | 30                          | 30                          | 30                          |
| --------------- | --- | ----------------------- | ----------------------- | ----------------------- | ----------------------- | ----------------------- | ----------------------- | ----------------------- | --- | -- | --- | --- | --- | --------------------------- | --------------------------- | --------------------------- | --------------------------- | --------------------------- | --------------------------- | --------------------------- |
| Jugadora        | AUS | RG                      | WIM                     | US0                     | AUS                     | RG                      | WIM                     | USO                     | AUS | RG | WIM | USO | AUS | RG                          | WIM                         | USO                         | AUS                         | RG                          | WIM                         | USO                         |
| Justine Henin   | CF  | Primer Retiro del Tenis | Primer Retiro del Tenis | Primer Retiro del Tenis | Primer Retiro del Tenis | Primer Retiro del Tenis | Primer Retiro del Tenis | Primer Retiro del Tenis | F   | 4R | 4R  | A   | 3R  | Retiro Definitivo del Tenis | Retiro Definitivo del Tenis | Retiro Definitivo del Tenis | Retiro Definitivo del Tenis | Retiro Definitivo del Tenis | Retiro Definitivo del Tenis | Retiro Definitivo del Tenis |
| María Sharápova | SF  | F                       | 2R                      | A                       | 4R                      | G                       | 4R                      | 4R                      |     |    |     |     |     |                             |                             |                             |                             |                             |                             |                             |

## Evolución de sus Carreras

### Sharápova-Henin Títulos de Grand Slam
| Año  | Abierto de Australia | Roland Garros       | Wimbledon       | US Open             |
| ---- | -------------------- | ------------------- | --------------- | ------------------- |
| 2003 | Serena Williams      | Justine Henin       | Serena Williams | Justine Henin       |
| 2004 | Justine Henin        | Anastasia Myskina   | María Sharápova | Svetlana Kuznetsova |
| 2005 | Serena Williams      | Justine Henin       | Venus Williams  | Kim Clijsters       |
| 2006 | Amelie Mauresmo      | Justine Henin       | Amelie Mauresmo | María Sharápova     |
| 2007 | Serena Williams      | Justine Henin       | Venus Williams  | Justine Henin       |
| 2008 | María Sharápova      | Ana Ivanovic        | Venus Williams  | Serena Williams     |
| 2009 | Serena Williams      | Svetlana Kuznetsova | Serena Williams | Kim Clijsters       |
| 2010 | Serena Williams      | Francesca Schiavone | Serena Williams | Kim Clijsters       |
| 2011 | Kim Clijsters        | Na Li               | Petra Kvitova   | Samantha Stosur     |
| 2012 | Victoria Azarenka    | María Sharápova     | Serena Williams | Serena Williams     |
| 2013 | Victoria Azarenka    | Serena Williams     | Marion Bartoli  | Serena Williams     |
| 2014 | Na Li                | María Sharápova     | Petra Kvitova   | Serena Williams     |
| 2015 |                      |                     |                 |                     |

### Mejor resultado por Grand Slam "Combinado"
| Torneos de Grand Slam |    |    |    |    |    |    |    |   |    |    |    |    |    |    |    |    |  |      |
| Abierto de Australia  | A  | 2R | 4R | CF | SF | G  | SF | F | F  | G  | A  | F  | 4R | F  | SF | 4R |  | 2/14 |
| Roland Garros         | 2R | A  | SF | 1R | G  | CF | G  | G | G  | 4R | CF | 4R | SF | G  | F  | G  |  | 6/15 |
| Wimbledon             | A  | 1R | F  | SF | SF | G  | SF | F | SF | 2R | 2R | 4R | F  | 4R | 2R | 4R |  | 1/15 |
| US Open               | 1R | 4R | 4R | 4R | G  | 4R | SF | G | G  | A  | 3R | 4R | 3R | SF | A  | 4R |  | 3/14 |